# Coulterella kalinini
Coulterella kalinini är en plattmaskart som beskrevs av Timoshkin OA 200. Coulterella kalinini ingår i släktet Coulterella och familjen Rhynchokarlingiidae. Inga underarter finns listade i Catalogue of Life.